# José Luis Duran
Pour les articles homonymes, voir Duran.
José Luis Duran, né le 8 novembre 1964 à Madrid, est une personnalité du monde des affaires.
De 2005 à 2008, il est président du directoire du groupe Carrefour, numéro deux mondial de la grande distribution avec environ 75 milliards d'euros de chiffre d'affaires. Il est ensuite, de juillet à décembre 2008, directeur général du groupe. Par la suite, il travaille chez Lacoste.

## Carrière
Après des études de sciences économiques, José Luis Duran commence sa carrière en 1987 chez Arthur Andersen. En 1991, il entre chez Pryca, filiale espagnole de Carrefour pour occuper successivement les fonctions de contrôleur de gestion, contrôleur de gestion Europe du Sud de 1994 à 1996, puis contrôleur de gestion Amériques jusqu’en 1997. Après avoir été directeur financier de Pryca, il devient en 1999 directeur financier de Carrefour Espagne. En 2001, il est nommé directeur général finances & gestion et organisation & systèmes de Carrefour et fait partie du comité exécutif du groupe. En février 2005, José Luis Duran est nommé directeur général. José Luis Duran a redressé Carrefour depuis son arrivée. « En 18 mois, cet Espagnol discret et décidé a redonné du vent dans les voiles du navire, numéro deux mondial de la distribution » mentionne le journaliste Éric Revel. En avril 2005, il devient président du directoire du groupe Carrefour, en remplacement de Daniel Bernard : José Luis Duran est nommé président du directoire pour faire face aux difficultés rencontrées par Carrefour. Il est alors le plus jeune PDG du CAC 40. À son arrivée, il a mis en place une nouvelle stratégie fondée sur deux piliers qui sont la croissance du chiffre d'affaires et des prix agressifs. Fin juillet 2008, il est nommé de nouveau directeur général par le Conseil d'administration avant d'être débarqué le 18 novembre suivant. Il est remplacé par le Suédois Lars Olofsson à compter du 1er janvier 2009.
Il est, depuis septembre 2009, président du directoire de Devanlay le fabricant et distributeur sous licence de Lacoste, et chargé des activités internationales de Maus Frères le propriétaire de Devanlay. Il supervise le développement de nouvelles lignes de prêt-à-porter : le chiffre d'affaires de « la marque au crocodile » est en croissance. Le rachat de la marque française par le groupe suisse Maus Frères fin 2012 fait que José Luis Duran contrôle « Lacoste de bout en bout. » Parallèlement, il dirige également les autres actifs de la famille Maus comme la marque Aigle ou Gant.
Il est membre du conseil d'administration de France Télécom depuis février 2008.